# Sergiño Dest
Sergiño Gianni Dest (3. listopad 2000 Almere), zkráceně Sergiño Dest, je americký profesionální fotbalista, který hraje na pozici krajního obránce za nizozemský klub PSV Eindhoven, kde je na hostování z FC Barcelona, a za národní tým Spojených států amerických.

## Přestupy
- z Ajax do Barcelona za 21 000 000 Euro

## Klubová kariéra
Dest se narodil v Nizozemsku nizozemské matce a surinamsko-americkému otci. Dest do roku 2012 v akademii nizozemského klubu Almere City, než se připojil k akademii AFC Ajax.

### Ajax
Dest v dresu Ajaxu debutoval 27. července 2019 v zápase nizozemského superpoháru proti PSV Eindhoven. Ajax zápas vyhrál 2:0 a Dest získal svou první klubovou trofej. 10. srpna debutoval Dest v Eredivisie, když v 54. minutě domácí výhry 5:0 nad FC Emmen vystřídal Noussaira Mazraouiho. O tři dny později odehrál i své první utkání v evropských pohárech, když odehrál celý druhý poločas třetího předkola Ligy mistrů proti řeckému PAOKu. Ajaxu se podařilo postoupit přes PAOK a následně přes kyperský APOEL až do základní skupiny soutěže. V té Dest debutoval v prvním kole, když odehrál celé utkání proti francouzskému Lille OSC při výhře 3:0. Dest odehrál ve své první sezóně v A-týmu 35 utkání, ve kterých vstřelil dvě branky; obě v zápase KNVB Cupu při výhře 4:3 nad Telstarem.

### Barcelona
Dne 1. října 2020 přestoupil Dest do španělské Barcelony za částku okolo 21 milionů euro. V klubu podepsal pětiletý kontrakt, jehož součástí byla výkupní klausule ve výši 400 milionů euro. Dest debutoval v dresu Barcelony 4. října, když v 75. minutě ligového utkání proti Seville vystřídal Jordiho Albu. Stal se tak prvním Američanem, který nastoupil v dresu Barcelony do zápasu La Ligy. 20. října se stal prvním Američanem, který odehrál utkání v dresu Barcelony v Lize mistrů, a to při výhře 5:1 nad maďarskému Ferencvárosi. O čtyři dny později se stal také prvním Američanem, který nastoupil do El Clásica; Barcelona zápas proti Realu Madrid prohrála 1:3. 24. listopadu 2020 vstřelil Dest svoji první branku v dresu Barcelony, a to při výhře 4:0 nad ukrajinským Dynamem Kyjev. Stal se tak prvním Američanem, který se v dresu Barcelony střelecky prosadil. 21. března 2021 se Dest dvakrát prosadil do sítě Realu Sociedad při výhře 6:1; byly to jeho první góly v La Lize.

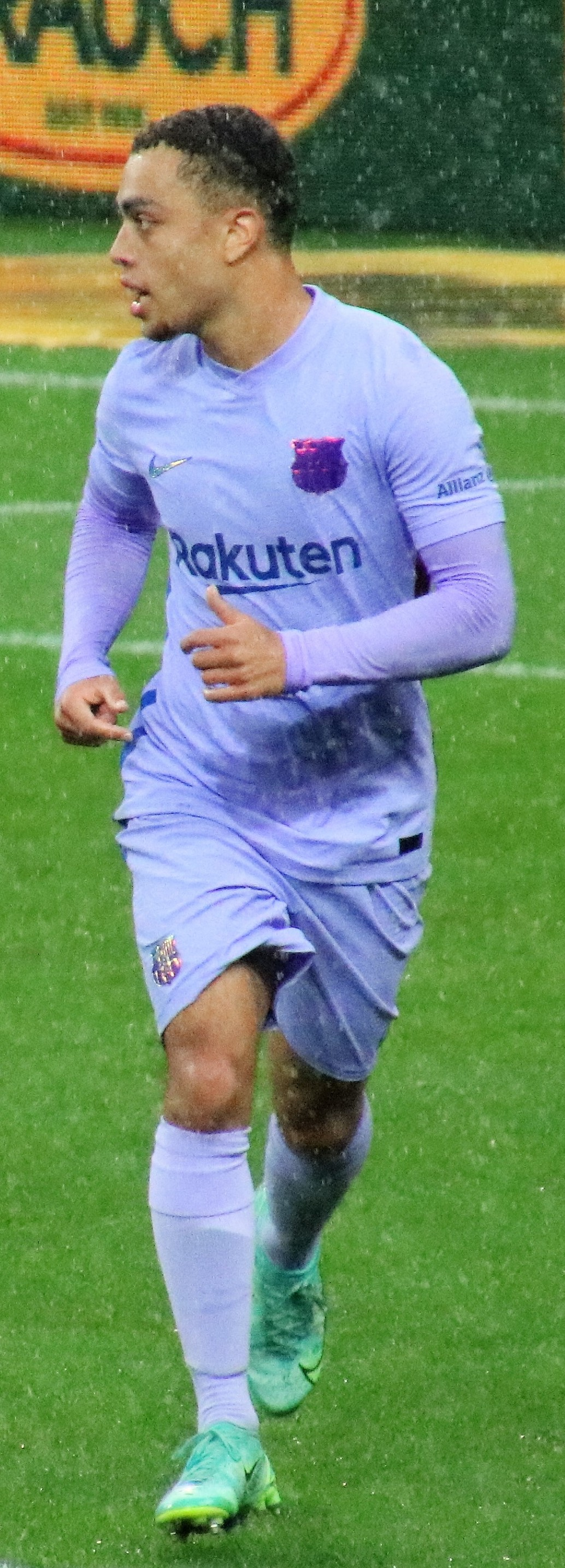
Dest v dresu Barcelony (2021)

## Reprezentační kariéra
Dest si odbyl svůj reprezentační debut 6. září 2019 při prohře 0:3 v přátelském zápase proti Mexiku. Dest soutěžně debutoval v reprezentačním dresu 16. listopadu 2019 při výhře 4:1 nad Kanadou v Lize národů CONCACAF. Svůj první reprezentační gól vstřelil 14. října 2021, když se střelecky prosadil při výhře 2:1 v přátelském utkání nad Kostarikou. 30. března 2022 se reprezentace USA probojovala na závěrečný turnaj Mistrovství světa 2022.

## Statistika

### Klubová
| Sezóna              | Klub                | Liga                | Liga   | Liga | Domácí poháry | Domácí poháry | Domácí poháry | Kontinentální poháry | Kontinentální poháry | Kontinentální poháry | Celkem | Celkem |
| Sezóna              | Klub                | Soutěž              | Zápasy | Góly | Soutěž        | Zápasy        | Góly          | Soutěž               | Zápasy               | Góly                 | Zápasy | Góly   |
| ------------------- | ------------------- | ------------------- | ------ | ---- | ------------- | ------------- | ------------- | -------------------- | -------------------- | -------------------- | ------ | ------ |
| 2018/19             | Ajax Jong           | Eerste Divisie      | 17     | 1    | -             | 0             | 0             | -                    | 0                    | 0                    | 17     | 1      |
| 2019/20             | Ajax                | Eredivisie          | 20     | 0    | NP+NS         | 4+1           | 2+0           | LM+EL                | 8+2                  | 0                    | 35     | 2      |
| 2020                | Ajax                | Eredivisie          | 3      | 0    | -             | 0             | 0             | -                    | 0                    | 0                    | 3      | 0      |
| Celkem za Ajax      | Celkem za Ajax      | Celkem za Ajax      | 23     | 0    | -             | 5             | 2             | -                    | 10                   | 0                    | 38     | 2      |
| 2020/21             | Barcelona           | Primera División    | 30     | 2    | ŠP+ŠS         | 3+1           | 0             | LM                   | 7                    | 1                    | 41     | 3      |
| 2021/22             | Barcelona           | Primera División    | 21     | 0    | ŠP+ŠS         | 1+1           | 0             | LM+EL                | 5+4                  | 0+0                  | 32     | 0      |
| Celkem za Barcelonu | Celkem za Barcelonu | Celkem za Barcelonu | 51     | 2    | -             | 6             | 0             | -                    | 16                   | 1                    | 73     | 3      |
| 2022/23             | Milán               | Serie A             | 8      | 0    | IP+IS         | 1+1           | 0+0           | LM                   | 4                    | 0                    | 14     | 0      |
| 2023/24             | Eindhoven           | Eredivisie          | 25     | 2    | NP+NS         | 2+0           | 0             | LM                   | 10                   | 0                    | 37     | 2      |
| Celkově             | Celkově             | Celkově             | 124    | 5    | -             | 4             | 0             | -                    | 40                   | 1                    | 179    | 8      |

### Reprezentační

#### Reprezentační góly
Skóre a výsledky Spojených států jsou vždy zapisovány jako první.
| Gól | Datum           | Místo                                                  | Soupeř    | Skóre | Výsledek | Soutěž                                |
| --- | --------------- | ------------------------------------------------------ | --------- | ----- | -------- | ------------------------------------- |
| 1.  | 25. března 2021 | Stadion Wiener Neustadt, Vídeňské Nové Město, Rakousko | Jamajka   | 1:0   | 4:1      | Přátelský zápas                       |
| 2.  | 13. října 2021  | Lower.com Field, Columbus, Spojené státy               | Kostarika | 1:1   | 2:1      | Kvalifikace na Mistrovství světa 2022 |

## Úspěchy

### Klubové
- 1× vítěz nizozemské ligy (2023/24)
- 1× vítěz nizozemského superpoháru (2019)
- 1× vítěz španělského poháru (2020/21)

### Reprezentační
- 1× na MS (2022)
- 1× na MS 20 (2019)
- 3x na LN CONCACAF (2019/20 – zlato, 2022/23 – zlato, 2023/24 – zlato)
- 1× na ZP CONCACAF (2019 – stříbro)

### Individuální
- Mladý americký fotbalista roku: 2019[22]
- Talent roku AFC Ajax: 2020[23]